# Yugo Tsukita
Yugo Tsukita (jap. 附田 雄剛; Tsukita Yugo; * 18. Juli 1976 in Ishikari, Hokkaidō) ist ein ehemaliger japanischer Freestyle-Skier. Er war auf die Buckelpisten-Disziplinen Moguls und Dual Moguls spezialisiert. Der mehrfache Olympia- und WM-Teilnehmer gewann auf den Dual Moguls (Parallelbuckelpiste) eine Silbermedaille bei Weltmeisterschaften sowie ein Rennen im Weltcup.

## Biografie
Der aus Ishikari stammende Yugo Tsukita studierte an der Universität Hokkaido Tokai und startete für das Team Listel.
Einen ersten internationalen Erfolg konnte Tsukita im Dezember 1994 mit einem Nor-Am-Sieg in Snowbird, Utah, verbuchen. Drei Wochen später gab er in Blackcomb sein Debüt im Freestyle-Skiing-Weltcup und qualifizierte sich mit zwei Platzierungen unter den besten zehn gleich für die Weltmeisterschaften in La Clusaz. Dort kam er jedoch nicht über Rang 36 hinaus. Im folgenden September kürte er sich am Mount Buller zum internationalen Jugendmeister auf der Buckelpiste. Im Weltcup kristallisierte sich bald die neu geschaffene Disziplin Dual Moguls (Parallelbuckelpiste) als Tsukitas Stärke heraus. Seinen ersten Podestplatz erreichte er im Januar 1997 als Zweiter von Blackcomb. Bei den Weltmeisterschaften in Iizuna Kōgen belegte er Rang 14, im Rahmen der Olympischen Spiele von Nagano wurde er 18.
Podestplätze belegte Tsukita, der zwischen 1995 und 2009 an sämtlichen Großereignissen (vier Olympische Spiele, acht Weltmeisterschaften) teilnahm, im Weltcup nur vereinzelt. Seinen einzigen Weltcupsieg feierte er im Januar 2000 auf den Dual Moguls in Madarao, was ihm mit Rang vier in der Disziplinenwertung ein Karrierehoch bescherte. Bei den Weltmeisterschaften 2003 im Deer Valley gewann er hinter Jeremy Bloom die Silbermedaille in seiner Paradedisziplin. Er war der erste Japaner in der Geschichte von Freestyle-Weltmeisterschaften, der eine Medaille erringen konnte. Bei seinen letzten Weltmeisterschaften in Inawashiro klassierte er sich in beiden Disziplinen auf Platz sieben, die Saison 2008/09 schloss er – nach Zusammenlegung der Wertungen – als Moguls-Zehnter ab. Seine letzten beiden Weltcup-Rennen bestritt Tsukita im Februar 2012 in Naeba, seine letzten FIS-Rennen im folgenden Dezember auf dem Copper Mountain.

## Erfolge

### Olympische Spiele
- Nagano 1998: 18. Moguls
- Salt Like City 2002: 16. Moguls
- Turin 2006: 32. Moguls
- Vancouver 2010: 17. Moguls

### Weltmeisterschaften
- La Clusaz 1995: 36. Moguls
- Nagano 1997: 14. Moguls
- Meiringen-Hasliberg 1999: 5. Dual Moguls, 42. Moguls
- Whistler 2001: 9. Dual Moguls, 23. Moguls
- Deer Valley 2003: 2. Dual Moguls, 11. Moguls
- Ruka 2005: 9. Dual Moguls, 25. Moguls
- Madonna di Campiglio 2007: 22. Moguls, 25. Dual Moguls
- Inawashiro 2009: 7. Moguls, 7. Dual Moguls

### Weltcupwertungen
| Saison  | Gesamt | Gesamt | Moguls | Moguls | Dual Moguls | Dual Moguls |
| Saison  | Platz  | Punkte | Platz  | Punkte | Platz       | Punkte      |
| ------- | ------ | ------ | ------ | ------ | ----------- | ----------- |
| 1994/95 | 67.    | 29     | 27.    | 204    | –           | –           |
| 1995/96 | 60.    | 33     | 20.    | 264    | 19.         | 76          |
| 1996/97 | 56.    | 40     | 20.    | 160    | 11.         | 208         |
| 1997/98 | 52.    | 42     | 18.    | 208    | 21.         | 80          |
| 1998/99 | 37.    | 43     | 17.    | 172    | 12.         | 92          |
| 1999/00 | 27.    | 52     | 13.    | 208    | 4.          | 300         |
| 2000/01 | 24.    | 60     | 11.    | 300    | –           | –           |
| 2001/02 | 43.    | 39     | 20.    | 232    | 8.          | 132         |
| 2002/03 | 39.    | 53     | 15.    | 372    | 5.          | 208         |
| 2003/04 | 120.   | 5      | 36.    | 67     | –           | –           |
| 2004/05 | 134.   | 2      | 47.    | 24     | –           | –           |
| 2005/06 | 64.    | 14     | 22.    | 154    | –           | –           |
| 2006/07 | 52.    | 14     | 19.    | 138    | –           | –           |
| 2007/08 | 87.    | 9      | 26.    | 87     | –           | –           |
| 2008/09 | 39.    | 21     | 10.    | 189    | –           | –           |
| 2009/10 | 88.    | 8      | 29.    | 80     | –           | –           |
| 2010/11 | 101.   | 6      | 26.    | 68     | –           | –           |
| 2011/12 | 261.   | 0      | 66.    | 2      | –           | –           |

### Weltcupsiege
Tsukita errang im Weltcup 11 Podestplätze, davon 1 Sieg:
| Datum           | Ort     | Land  | Disziplin   |
| --------------- | ------- | ----- | ----------- |
| 29. Januar 2000 | Madarao | Japan | Dual Moguls |

### Nor-Am Cup
- 1 Sieg:

| Datum             | Ort      | Land | Disziplin |
| ----------------- | -------- | ---- | --------- |
| 16. Dezember 1994 | Snowbird | USA  | Moguls    |

### Weitere Erfolge
- 2 Silbermedaillen bei japanischen Meisterschaften (Moguls 2006, Dual Moguls 2008)
- 1 Podestplatz im Europacup
- 5 Podestplätze im Australia New Zealand Cup
- 1 Internationaler Jugendmeistertitel (Moguls 1995)